# 邵元明

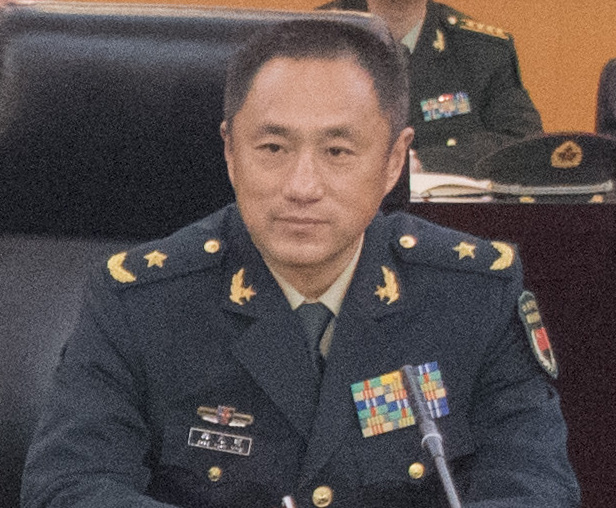
邵元明

邵元明（1956年12月—），山东德州人。中国人民解放军中将。
曾任中国人民解放军第二炮兵部队第53基地（驻地云南昆明）参谋长、司令员。在深化国防和军队改革中，2016年任中国人民解放军火箭军副参谋长。2017年1月，任中央军委联合参谋部副参谋长,至2021年，仍以中央军委联合参谋部副参谋长的身份（已超过副战区级63岁的最高服役年龄)参加中越友好会议。2017年4月，兼任国家反恐领导小组副组长。2018年7月，晋升中将军衔。